# M・パテー商会
M・パテー商会（エム・パテーしょうかい、1906年7月4日 - 1912年9月1日 合併）は、かつて東京に存在した日本の映画会社。日本最古の映画会社のひとつであり、日活を構成する前身4社のうち1社として映画史にその名を残す。また、創業者の梅屋庄吉が香港時代に親友となった孫文を資金的に支援していたことも知られている。

## 略歴・概要
長崎の貿易商で、20代の1895年（明治28年）ころには香港島の金融街で写真館「梅屋照相館」を経営していた梅屋庄吉が、フランスのパテー（Pathé）社の映画プリントをイギリスの植民地のシンガポールで入手、それを手に帰国して1906年（明治38年）7月4日に「M・パテー活動写真商会」を設立、京橋区の「新富座」で第1回興行を行ったのが同社の始まりである。
社名の「M」は梅屋（Mumeya）の頭文字であり、「パテー」はパテー社の社名を無断で借用したものである。
同会に撮影技師として岩岡巽は入社している。同年、同会は「M・パテー商会」に改組。このころ同社の「弁士養成所」に主任として入社したのが、当時活動弁士、のちの映画監督の岩藤思雪であった。
当初は輸入物の作品を岩藤のようなスタッフが翻訳して活弁台本を作成、興行をしていたが、1908年（明治40年）には中村歌扇らの俳優を出演させた劇映画を製作し始める。同年、株式会社化。1909年（明治42年）、東京府豊多摩郡大久保村大字百人町（現在の新宿区百人町）に撮影所をオープン。第一作の「大西郷一代記」は評判を呼び、両国の国技館で初上映されたという。庄吉は中国革命の父孫文と意気投合して革命の資金にこの映画事業の収益を当てたという。亡命中の孫文は度々ここを訪れている。
同年5月23日には岩藤の脚本・監督作『日本桜』が「第一文明館」で公開されている。同作は岩岡が撮影し、新派劇の俳優・関根達発が主演している。また同年、のちの映画監督の阪田重則が、15歳で同社に入社、巡回興行の映写係を経て、撮影所の撮影係となっている。このころ、同社が熊本での設立を支援した「熊本電気館」（Denkikan）は、移転や改築を経てはいるが、現存する最古の映画館である。
1911年（明治44年）には、同社の撮影技師田泉保直を南極に派遣し、白瀬矗率いる「第二次南極探検隊」に随行させて、ドキュメンタリー映画『日本南極探検』を製作、翌1912年（大正元年）に公開している。
同年9月1日、福宝堂、横田商会、吉沢商店との4社合併で「日本活動写真株式会社」（日活）を設立した。梅屋の私邸の敷地内であった大久保撮影所はこのとき閉鎖されたが、のちに梅屋はM・カシー商会を立ち上げ、同撮影所を稼動することになる。

## おもなフィルモグラフィ
- 『旧劇 太功記十段目 尼ヶ崎の段』 : 1908年、撮影男沢粛 - 現存[8]
- 『日本桜』 : 1909年、脚本・監督岩藤思雪、撮影岩岡巽、主演関根達発
- 『新不如帰』 : 1909年、監督岩藤思雪
- 『新桃太郎』 : 1909年、監督岩藤思雪、主演栗島狭衣、栗島すみ子
- 『噫無情』 : 1910年、監督・主演 不明 [9]- 日本初の『レ・ミゼラブル』翻案映画
- 『大前田英五郎』 : 1911年
- 『水戸黄門』 : 1912年
- 『日本南極探検』 : 1912年、撮影田泉保直、ドキュメンタリー映画 - 現存[6][7]

## 関連事項
- 映画スタジオ
- 活動写真 - 活動弁士
- 白瀬矗
- 日活 - 福宝堂、横田商会、吉沢商店 - 日活向島撮影所